# Max Litchfield
Max Robert Litchfield (* 4. März 1995 in Pontefract) ist ein britischer Schwimmer. Er erschwamm bei Weltmeisterschaften je eine Silbermedaille auf der 50-Meter-Bahn und auf der 25-Meter-Bahn. Bei Europameisterschaften gewann er zweimal Silber und zweimal Bronze auf der Langbahn und einmal Gold auf der Kurzbahn.

## Sportliche Karriere
Der 1,86 Meter große Max Litchfield schwamm für die City of Sheffield Swim Squad. Sein Vater Peter Litchfield war Fußballspieler, sein Bruder Joe Litchfield war auch Schwimmer.

### 2012 bis 2016
Max Litchfield wurde bei den Junioreneuropameisterschaften 2012 Sechster über 200 Meter Lagen und über 400 Meter Lagen. Ein Jahr später wurde er Fünfter über 400 Meter Lagen und Zweiter über 200 Meter Lagen. Mit der 4-mal-200-Meter-Freistilstaffel gewann er den Titel. Einen Monat nach den Junioreneuropameisterschaften fanden die Juniorenweltmeisterschaften statt. Litchfield wurde Sechster über 200 Meter Lagen und Siebter über 400 Meter Lagen. Die 4-mal-200-Meter-Freistilstaffel gewann auch hier den Titel.
2014 bei den Commonwealth Games in Glasgow schied Litchfield über 400 Meter Lagen und über 1500 Meter Freistil im Vorlauf aus. Mit der englischen 4-mal-200-Meter-Freistilstaffel belegte er den sechsten Platz. Bei den Europameisterschaften in Berlin schlug Litchfield über 400 Meter Lagen als Vierter an, er hatte 0,82 Sekunden Rückstand auf den drittplatzierten Italiener Federico Turrini. 2015 nahm Litchfield als Student der Sheffield Hallam University an der Universiade in Gwangju teil. Er wurde als bester Europäer Fünfter über 400 Meter Lagen und belegte auch mit der 4-mal-100-Meter-Lagenstaffel den fünften Platz.
Im Mai 2016 bei den Europameisterschaften in London wurde Litchfield Siebter über 200 Meter Lagen und Fünfter über 400 Meter Lagen. Zweieinhalb Monate später bei den Olympischen Spielen in Rio de Janeiro erreichten nur zwei europäische Schwimmer das Finale über 400 Meter Lagen. Der Spanier Joan Lluís Pons wurde Achter mit fünf Sekunden Rückstand auf Litchfield, während Litchfield als Vierter zwei Sekunden Rückstand auf die Medaillenränge hatte. Ende des Jahres bei den Kurzbahnweltmeisterschaften in Windsor siegte über 400 Meter Lagen der Olympiadritte Daiya Seto aus Japan mit 1,42 Sekunden Vorsprung vor Litchfield.

### 2017 bis 2024
2017 bei den Weltmeisterschaften in Budapest schwamm Litchfield über 200 Meter Lagen auf den vierten Platz mit 0,58 Sekunden Rückstand auf den drittplatzierten Chinesen Wang Shun. Auch über 400 Meter Lagen erreichte Litchfield das Ziel als Vierter, hier betrug sein Rückstand auf den drittplatzierten Daiya Seto 0,48 Sekunden.
Anfang 2018 war Litchfield verletzt und verpasste die Commonwealth Games in Gold Coast. Im August bei den Europameisterschaften in Glasgow war er wieder dabei. Er wurde Dritter über 200 Meter Lagen hinter dem Schweizer Jérémy Desplanches und dem Deutschen Philip Heintz. Über 400 Meter Lagen gewann der Ungar Dávid Verrasztó mit 0,35 Sekunden Vorsprung vor Max Litchfield, Dritter wurde Joan Lluís Pons.
2019 bei den Weltmeisterschaften in Gwangju belegte die britische 4-mal-200-Meter-Freistilstaffel den fünften Platz, wobei Litchfield nur im Vorlauf eingesetzt worden war. Über 400 Meter Lagen schlug er als Siebter an. Ende des Jahres bei den Kurzbahneuropameisterschaften in Glasgow startete Litchfield in fünf Disziplinen, erreichte aber nur über 400 Meter Lagen das Finale. Auf dieser Strecke siegte er mit über zwei Sekunden Vorsprung.
Wegen der COVID-19-Pandemie wurden die für 2020 geplanten Veranstaltungen größtenteils auf 2021 verschoben. Bei den Europameisterschaften in Budapest im Mai 2021 erhielt Litchfield eine Silbermedaille für seinen Vorlaufeinsatz in der 4-mal-200-Meter-Freistilstaffel. Über 200 Meter Lagen schlug er als Achter an. Über 400 Meter Lagen siegte der Russe Ilja Borodin vor dem Italiener Alberto Razzetti, 0,39 Sekunden hinter dem Italiener gewann Litchfield die Bronzemedaille. Zwei Monate später bei den Olympischen Spielen in Tokio erreichte Litchfield als Achter der Vorläufe gerade noch das Finale über 400 Meter Lagen. Im Endlauf schlugen Dávid Verrasztó und Max Litchfield zeitgleich als Vierte an, 0,21 Sekunden hinter dem drittplatzierten Australier Brendon Smith. Ende 2021 trat Litchfield noch bei den Kurzbahnweltmeisterschaften in Abu Dhabi an und belegte den achten Platz über 400 Meter Freistil.
2022 und 2023 nahm Litchfield zwar an einigen Profiwettbewerben teil, nicht aber an internationalen Meisterschaften. Sein Comeback gab er bei den Weltmeisterschaften 2024 in Doha. Zunächst erreichte er das Halbfinale über 200 Meter Schmetterling. Die 4-mal-200-Meter-Freistilstaffel mit Duncan Scott, Matthew Richards, Max Litchfield und Jack McMillan belegte den vierten Platz, hatte aber drei Sekunden Rückstand auf die Medaillenränge. Über 400 Meter Lagen siegte der Neuseeländer Lewis Clareburt mit 0,68 Sekunden Vorsprung vor Litchfield. Dritter wurde Daiya Seto, der aber über zwei Sekunden nach Litchfield anschlug. 2024 bei den Olympischen Spielen in Paris belegte Litchfield den vierten Platz über 400 Meter Lagen. Er hatte 0,19 Sekunden Rückstand auf den drittplatzierten Carson Foster aus den Vereinigten Staaten.